# Fornelos (Santa Marta de Penaguião)
Fornelos is een plaats (freguesia) in de Portugese gemeente Santa Marta de Penaguião en telt 319 inwoners (2001).